# Landerich
Landerich war Hausmeier im merowingischen Teilreich Neustrien von 584 bis 604.
Landerich war bereits vor dem Tod von König Chilperich I. maior domus in Neustrien und bekleidete das Amt auch unter Chlothar II. Er war ein Unterstützer Fredegundes, deren Liebhaber er angeblich gewesen sein soll, in ihrem Konflikt mit Brunichild. 593 führte er ein Heer gegen eingefallene austrasische Truppen und besiegte sie in der Nähe von Soissons.
Im Jahr 604 wurden er und Merowech, ein sehr junger Sohn Chlothars II., damit beauftragt, gegen Theuderich II. Krieg zu führen. Das neustrische Heer war zunächst erfolgreich, es verlor aber bei Étampes südlich von Paris eine Schlacht. Merowech geriet in Gefangenschaft, während Landerich die Flucht ergriff. Er wird anschließend nicht mehr in den Quellen erwähnt.